# Gli strangolatori di Bombay
Gli strangolatori di Bombay (The Stranglers of Bombay) è un film del 1959 diretto da Terence Fisher.

## Trama
Intorno al 1830 un capitano della compagnia britannica delle Indie orientali indaga sulla scomparsa di interi gruppi di persone e scopre che gli uomini sono rapiti dai Thug e sacrificati alla dea Kālī.